# Selectfluor
Selectfluor je ochranná známka společnosti Air Products and Chemicals.  Je chemickým činidlem, které se používá jako donor fluoridového kationtu. Tato sloučenina je derivátem nukleofilní báze DABCO. Popsán byl v roce 1992 a od té doby se využívá v organofluoridové chemii na elektrofilní fluorace.

## Příprava
Selectfluor se připravuje N-alkylační reakcí diazabicyklo[2.2.2]oktanu (DABCO) s dichlormethanem následovanou iontovou výměnou s tetrafluoroboritanem sodným. Nakonec se na tuto sůl působí elementárním fluorem a tetrafluoroboritanem sodným:

## Mechanismus
Selectfluor obsahuje kationt F+, který je elektrofilním činidlem. Použitím sondy oddělené nábojem bylo možné prokázat, že elektrofilní fluorace stilbenů pomocí Selectfluoru probíhá přes mechanismus přenosu atomů SET / fluor.
Kromě těchto elektrofilních fluorací se také ukázalo, že Selectfluor může přenášet fluor na alkylové radikály.

## Využití
Konvenčním zdrojem „elektrofilního fluoru“, tedy ekvivalentem elektrofilního F+, je plynný fluor, který vyžaduje speciální manipulaci. Selectfluor je sůl, jejíž použití vyžaduje pouze rutinní postupy. Stejně jako F2, sůl poskytuje ekvivalent F+. Používá se hlavně při syntéze fluorovaných organických sloučenin:

### Specializované využití
Selectfluorové činidlo také slouží jako silné oxidační činidlo, což je vlastnost, která je užitečná v jiných reakcích v organické chemii, například oxidacích alkoholů a fenolů. Při použití na elektrofilní jodaci aktivuje Selectfluor vazbu I–I v molekule I2.